# Marc Guiu
Marc Guiu Paz (Granollers, 2006. január 4. –) spanyol labdarúgó, csatár, a Chelsea játékosa, de kölcsönben a Sunderland színeiben szerepel.

## Pályafutása

### Barcelona
2013-ban 7-évesen csatlakozott a La Masiára. 2023 júniusában mutatkozott be a felnőtt csapatban a japán a Vissel Kobe elleni felkészülési mérkőzésen, a félidőben csereként beállva Robert Lewandowski helyére.   A 2023–2024-es idényben Xavi nevezte a Granada elleni La Liga mérkőzésre. 2023. október 11-én a The Guardian című angol lap a 2006-ban született legjobb játékosok közé választotta. 2023. október 22-én, 17-évesen és 291-naposan debütált és győztes gólt szerzett az Athletic Bilbao ellen 1–0-ra végződő találkozón. A gólja előtt 23 másodperccel csereként állt be Fermín López-t váltva a 79. percben.
Október 25-én mutatkozott be a Bajnokok Ligájában a Sahtar Doneck elleni 2–1-es győztes kupameccsen, december 13-án a csoportkör utolsó találkozóján gólt szerzett a Royal Antwerp elleni 3–2-re elvesztett mérkőzésen.
2024. július 1-jén a Chelsea 6 millió euróért szerződtette 2030. június 30-ig.

## Statisztika
2023. december 17-i állapot szerint
| Klub             | Szezon           | Bajnokság          | Bajnokság | Bajnokság | Kupa  | Kupa  | Nemzetközi | Nemzetközi | Egyéb | Egyéb | Összes | Összes |
| Klub             | Szezon           | Liga               | Mérk.     | Gólok     | Mérk. | Gólok | Mérk.      | Gólok      | Mérk. | Gólok | Mérk.  | Gólok  |
| ---------------- | ---------------- | ------------------ | --------- | --------- | ----- | ----- | ---------- | ---------- | ----- | ----- | ------ | ------ |
| Barcelona B      | 2022/23          | Primera Federación | —         | —         | —     | —     | —          | —          | 0     | 0     | 0      | 0      |
| Barcelona B      | 2023/24          | Primera Federación | 3         | 1         | —     | —     | —          | —          | —     | —     | 3      | 1      |
| Barcelona B      | Összesen         | Összesen           | 3         | 1         | —     | —     | —          | —          | 0     | 0     | 3      | 1      |
| Barcelona        | 2023/24          | La Liga            | 1         | 1         | 0     | 0     | 2          | 1          | 0     | 0     | 3      | 2      |
| Barcelona        | Összesen         | Összesen           | 1         | 1         | 0     | 0     | 2          | 1          | 0     | 0     | 3      | 2      |
| KARRIER ÖSSZESEN | KARRIER ÖSSZESEN | KARRIER ÖSSZESEN   | 4         | 2         | 0     | 0     | 2          | 1          | 0     | 0     | 6      | 3      |

Jegyzetek
1. ↑  Mérkőzése(i) a(z) Bajnokok Ligájában